# Кінгспорт (Теннессі)
Кінгспорт (англ. Kingsport) — місто (англ. city) в США, в округах Салліван і Гокінс на північному сході штату Теннессі. Населення — 55 442 особи (2020). Розташоване біля річки Холстон, у долині серед Аппалачів. Входить до складу області, відомої під назвою «Гірська імперія».

## Географія
Кінгспорт розташований за координатами 36°31′30″ пн. ш. 82°32′51″ зх. д. / 36.52500° пн. ш. 82.54750° зх. д. (36.524936, -82.547383).  За даними Бюро перепису населення США в 2010 році місто мало площу 131,45 км², з яких 129,01 км² — суходіл та 2,45 км² — водойми. В 2017 році площа становила 140,90 км², з яких 138,49 км² — суходіл та 2,41 км² — водойми.

## Демографія
Згідно з переписом 2010 року, у місті мешкало 48 205 осіб у 21 289 домогосподарствах у складі 13 096 родин. Густота населення становила 367 осіб/км².  Було 23784 помешкання (181/км²).
Расовий склад населення:
| - 91,9 % — білих - 4,1 % — чорних або афроамериканців - 1,0 % — азіатів - 0,3 % — корінних американців |

До двох чи більше рас належало 1,8 %. Частка іспаномовних становила 2,1 % від усіх жителів.
За віковим діапазоном населення розподілялося таким чином: 21,0 % — особи молодші 18 років, 58,2 % — особи у віці 18—64 років, 20,8 % — особи у віці 65 років та старші. Медіана віку мешканця становила 44,0 року. На 100 осіб жіночої статі у місті припадало 86,5 чоловіків;  на 100 жінок у віці від 18 років та старших — 82,8 чоловіків також старших 18 років.
Середній дохід на одне домашнє господарство  становив 57 372 долари США (медіана — 37 465), а середній дохід на одну сім'ю — 73 180 доларів (медіана — 52 165). Медіана доходів становила 41 987 доларів для чоловіків та 34 605 доларів для жінок. За межею бідності перебувало 20,1 % осіб, у тому числі 31,4 % дітей у віці до 18 років та 10,1 % осіб у віці 65 років та старших.
Цивільне працевлаштоване населення становило 21 011 осіб. Основні галузі зайнятості: освіта, охорона здоров'я та соціальна допомога — 23,9 %, виробництво — 17,2 %, роздрібна торгівля — 12,5 %, мистецтво, розваги та відпочинок — 10,4 %.